# Peter Liechti
Pour les articles homonymes, voir Liechti.
Peter Liechti est un réalisateur suisse né le 8 janvier 1951 à Saint-Gall (Suisse), et mort le 4 avril 2014 à Zurich.

## Biographie
Peter Liechti a étudié l'histoire de l'art à Zurich avant de travailler comme graphiste à partir de 1990.
Il s'essaye à la réalisation cinématographique en 1983 et collabore par la suite avec des artistes comme Nam June Paik, Fredy Studer, le plasticien Roman Signer ou encore Norbert Möslang.

## Filmographie

### Réalisateur

#### Longs-métrages
- 2013 : Le jardin de mon père - L'amour de mes parents
- 2008 : Le chant des insectes - Rapport d'une momie, 'documentaire'
- 2007 : Sweeping Addis
- 2004 : Namibia Crossings
- 2003 : Jean le bienheureux - Trois tentatives d'arrêt de tabac
- 1997 : Marthas Garten
- 1995 : Signer ici - En route avec Roman Signer
- 1991 : A Hole in the Hat
- 1989 : Kick That Habit

#### Courts-métrages
- 1987 : Théâtre de l'Espérance (19 min)
- 1987 : Tauwetter (8 min)
- 1986 : Ausflug ins Gebrirg (33 min)
- 1985 : Senkrecht / Waagrecht (7 min)